# The Rubettes
A The Rubettes egy 1973-ban alapított popegyüttes, később glam rock együttes. Legismertebb dalaik: Sugar Baby Love, Tonight, Juke Box Jive. A Sugar Baby Love máig a csapat egyetlen olyan száma, amely vezette a brit slágerlistát.

## Diszkográfia

### Albumok
- Wear It's 'At (1974)
- We Can Do It (1975) – UK No. 41
- Rubettes (1975)
- Sign of the Times (1976)
- Baby I Know (1977)
- Sometime in Oldchurch (1978)
- Still Unwinding (1978)
- Shangri'la (1992)
- Riding On a Rainbow (1992)
- Making Love in the Rain (1995)

### Kislemezek
- "Sugar Baby Love" (1974) – UK #1; US Billboard Hot 100 No. 37
- "Tonight" (1974) – UK No. 12
- "Juke Box Jive" (1974) – UK No. 3
- "I Can Do It" (1975) – UK No. 7
- "Foe-Dee-Oh-Dee" (1975) – UK No. 15
- "Little Darling" (1975) – UK No. 30
- "You're the Reason Why" (1976) – UK No. 28
- "Julia" (1976)
- "Under One Roof" (1976) – UK No. 40
- "Allez Oop (1976)
- "Dark Side of the World" (1976, US)
- "Rock Is Dead (1976, US)
- "Baby I Know" (1977) – UK No. 10
- "Ooh La La" (1977)
- "Ladies of Laredo" (1977)
- "Come on Over" (1977)
- "Cherie Amour" (1977)
- "Sometime in Oldchurch" (1978)
- "Goodbye Dolly Grey" (1978)
- "Little 69" (1978)
- "Movin'" (1978)
- "Lola" (1979)
- "Stay With Me" (1979)
- "Kid Runaway" (1979)
- "Stuck on You" (1981)
- "Rockin' Rubettes Party 45" (1981)
- "I Can't Give You Up" (1981)
- "Don't Come Crying" (1982)
- "Keep On Dancing" (1985)
- "New Way Of Loving You" (1989)
- "Megamix" (1989)
- "I Never Knew (1992)
- "Radio Mix" (1992)
- "Oh So Lonely" (1993)